# Franz Krause (Architekt)
Franz Krause (* 20. Mai 1897 in Hemmoor; † 29. Oktober 1979 in Wuppertal) war ein deutscher Architekt, Innenarchitekt und Maler.

## Leben
Franz Krause wuchs in Berlin auf. Von 1914 bis 1918 nahm er am Ersten Weltkrieg teil. Er studierte Architektur an der Technischen Hochschule in Darmstadt, seit 1922 in Stuttgart. Von 1926 bis 1927 war er technischer Bauleiter an der Weißenhofsiedlung in Stuttgart.
Der Schwerpunkt seiner Tätigkeit lag in Stuttgart und in Wuppertal, wo er seit 1937 lebte. Er war mit Oskar Schlemmer und Willi Baumeister befreundet und gehörte mit ihnen zum Wuppertaler Arbeitskreis um den Wuppertaler Lackfabrikanten Kurt Herberts. Hier hatte er seine sehr eigenständige Architekturauffassung der „gefühlten Bauweise“ entwickelt, die vom Architekten im Prozess vor Ort auf der Baustelle bestimmt wird. Unter anderem entwarf Krause die Villa Herberts (1946–1949) für den Unternehmer. Während des Zweiten Weltkriegs leistete er teilweise Militärdienst, hatte aber „auch maltechnische Aufgaben in Wuppertal“. Von 1951 bis 1956 war er als Dozent an der Werkkunstschule in Wuppertal tätig.